# Inga approximata
Inga approximata es una especie de leguminosa en la familia Fabaceae. 

## Distribución
Es endémica de Bolivia, en Cochabamba y en Santa Cruz de la Sierra. Está amenazada por pérdida de hábitat por avance de la agricultura.

## Descripción
Es un árbol pequeño de no más de 5 m de altura, en bosquecillos; inflorescencia  erecta; el color del cáliz y de la corola es castaño cremoso, filamentos blancos, anteras pálidas amarillas, sin perfume floral.

## Taxonomía
Inga approximata fue descrita por Terence Dale Pennington y publicado en The genus ~Inga~: Botany 552–554, f. 157, map 66. 1997.